# كريستوس تيرزانيديس
كريستوس تيرزانيديس (باليونانية: Χρήστος Τερζανίδης)‏ ، من مواليد 13 فبراير 1945 ، لاعب كرة قدم يوناني سابق.
لعب مع منتخب اليونان لكرة القدم.

## روابط خارجية
- كريستوس تيرزانيديس على موقع الاتحاد الدولي (مؤرشف)  (الإنجليزية)
- كريستوس تيرزانيديس على موقع قاعدة بيانات كرة القدم.إي يو (الإنجليزية)
- كريستوس تيرزانيديس على موقع ناشيونال فوتبول تيمز (الإنجليزية)
- كريستوس تيرزانيديس على موقع عالم كرة القدم.نت (الإنجليزية)